# Pilă de combustie cu oxizi solizi

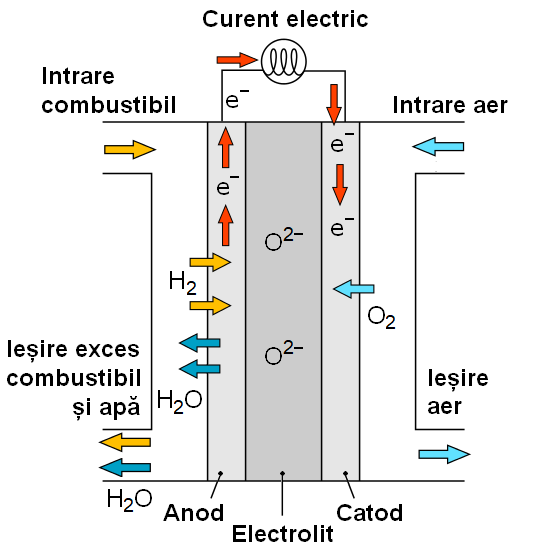
Schema de principiu a unei pile de combustie cu oxizi solizi

O pilă de combustie cu oxizi solizi (engleză solid oxide fuel cell — SOFC), este un tip de pilă de combustie care lucrează la temperatură înaltă, de peste 500 °C, dar performanțele sale optime se obțin la temperaturi de c. 1000 °C. Sunt caracterizate prin electrolitul lor ceramic, format din oxizi solizi.
Avantajele acestor pile sunt că pot fi alimentate direct cu diferiți combustibili, eficiența combinată ridicată a căldurii și puterii electrice, stabilitatea pe termen lung, emisii reduse și costuri relativ mici. Randamentul lor pe partea electrică este bun, de c. 60 %, iar dacă se folosește și căldura produsă, randamentul energetic poate atinge 85 %. Sunt folosite ca surse de curent electric și căldură în industrie și în domeniul militar. Principalul dezavantaj este temperatura de funcționare ridicată, ceea ce duce la timpi mari de pornire și probleme de compatibilitate mecanică și chimică.

## Descriere
Pilele de combustie cu oxizi solizi sunt caracterizate prin electrolitul lor format din oxizi în stare solidă care conduc ionii negativi de oxigen de la catod la anod similar cu modul de conducție al sarcinilor pozitive (goluri) în materialele semiconductoare. Oxidarea electrochimică a hidrogenului, monoxidului de carbon sau a altor intermediari organici de către ionii de oxigen apare astfel pe partea anodului. Acestea funcționează la temperaturi foarte ridicate, de obicei 500–1000 °C. La aceste temperaturi, SOFC nu necesită catalizatori scump, de exemplu platină, așa cum este necesar în prezent la pilele de combustie care funcționează la temperaturi reduse, cum ar fi pilele cu membrană schimbătoare de protoni, și nu sunt vulnerabile la otrăvirea catalizatorului cu monoxid de carbon. Însă aceste pile sunt vulnerabile la otrăvirea cu sulf, care trebuie îndepărtat, uzual prin utilizarea materialelor adsorbante, sau a altor mijloace. Există și pile (PC-SOFC) ai căror electroliți conduc protoni în loc de ioni de oxigen, având avantajul că pot funcționa la temperaturi mai scăzute decât pilele cu oxizi solizi tradiționale.
Datorită acestor temperaturi ridicate, combustibilii cu hidrocarburi ușoare, cum ar fi metanul, propanul și butanul, pot fi reformate intern la anod. SOFC-urile pot fi alimentate și cu hidrocarburi mai grele, reformate în exterior, cum ar fi benzina, motorina, petrolul pentru aviație (JP-8) sau diverși biocombustibili. Produsele reacțiilor de reformare sunt amestecuri de hidrogen, monoxid de carbon, dioxid de carbon, abur și metan, formate prin reacția combustibililor care conțin hidrocarburi cu aerul sau cu aburul într-un dispozitiv din amonte de anodul SOFC. Sistemele de alimentare SOFC pot crește eficiența utilizând căldura degajată de oxidarea electrochimică exotermă din pila de combustibil pentru procesul endoterm de reformare cu abur. În plus, combustibilii solizi, cum ar fi cărbunele și biomasa pot fi gazeificate pentru a forma gaz de cracare, care este bun la alimentarea SOFC.

Secțiune transversală printr-un tub al unei SOFC cu electrolit tubular; de la interior spre exterior cele trei straturi ceramice sunt catodul poros, electrolitul dens și anodul poros

Spre deosebire de majoritatea celorlalte tipuri de pile de combustie, SOFC-urile pot avea diferite geometrii. Geometria tipică a pilelor de combustie este cea planară, de tip sandwich, unde electrolitul este intercalat între electrozi. SOFC-urile pot avea și geometrii tubulare unde aerul sau combustibilul sunt trecute prin interiorul tubului și celălalt gaz este trecut prin exteriorului tuburilor. Designul tubular este avantajos, deoarece etanșarea între gaze este mult mai ușor de realizat. Totuși, performanța pilelor cu electrolit plan este în prezent mai bună decât performanța pilelor cu electrolit tubular deoarece construcția plană are o rezistență hidrodinamică la curgerea gazelor mai mică. Alte geometrii, cu structuri asemănătoare undelor sunt promițătoare, deoarece au avantajele atât ale versiunilor plane (rezistență hidrodinamică mică), cât și ale versiunilor tubulare.
La pornire, tensiunile care apar datorită dilatărilor termice necesită un proces de încălzire uniform și bine reglat. Pachetele de electrolit ale SOFC cu geometrie plană necesită un timp de încălzire la temperatura de funcționare de ordinul unei ore. Geometriile cu electrolitul sub formă de microtuburi se încălzesc mult mai repede, pilele având timpi de pornire de ordinul minutelor.
Pilele de combustie cu oxid solid sunt utilizate ca unități de alimentare auxiliare cu puteri de la 1 kW la 2 MW. Randamentul lor pe partea electrică este de c. 60 %, iar dacă se folosește și căldură |căldura produsă în cogenerare, randamentul energetic poate atinge 85 %.

### Reacții chimice
Reacția de oxidare a hidrogenului la anod este:
{\displaystyle H_{2}+O^{2-}\rightarrow H_{2}O+2e^{-}}
iar cea de reducere a oxigenului la catod este:
{\displaystyle {\frac {1}{2}}O_{2}+2e^{-}\rightarrow O^{2-}}
Purtătorul de sarcini în electrolit este ionul de oxigen ({\displaystyle O^{2-}}).
Oxidul de carbon care apare în reacțiile de reformare este oxidat la anod:
{\displaystyle CO+O^{2-}\rightarrow CO_{2}+2e^{-}}

## Utilizări
Puterile relativ mari, până la 3 MW, le fac potrivite pentru furnizarea de energie electrică și termică în cogenerare pentru obiective staționare, cum ar fi unități industriale, spitale, obiective izolate sau militare. Deși teoretic pot fi alimentate cu benzină, deoarece trebuie încălzite în prealabil la temperaturi mari însă nu suportă șocurile termice, pornirea lor este lentă, răspund lent la variații de sarcină motive pentru care nu sunt potrivite pentru autovehicule, în special la deplasări pe distanțe scurte.